# 杂色豹皮花
杂色豹皮花（学名：Orbea variegata）为夹竹桃科豹皮花属的植物，原產於非洲。中国大陆已有人工引种栽培。

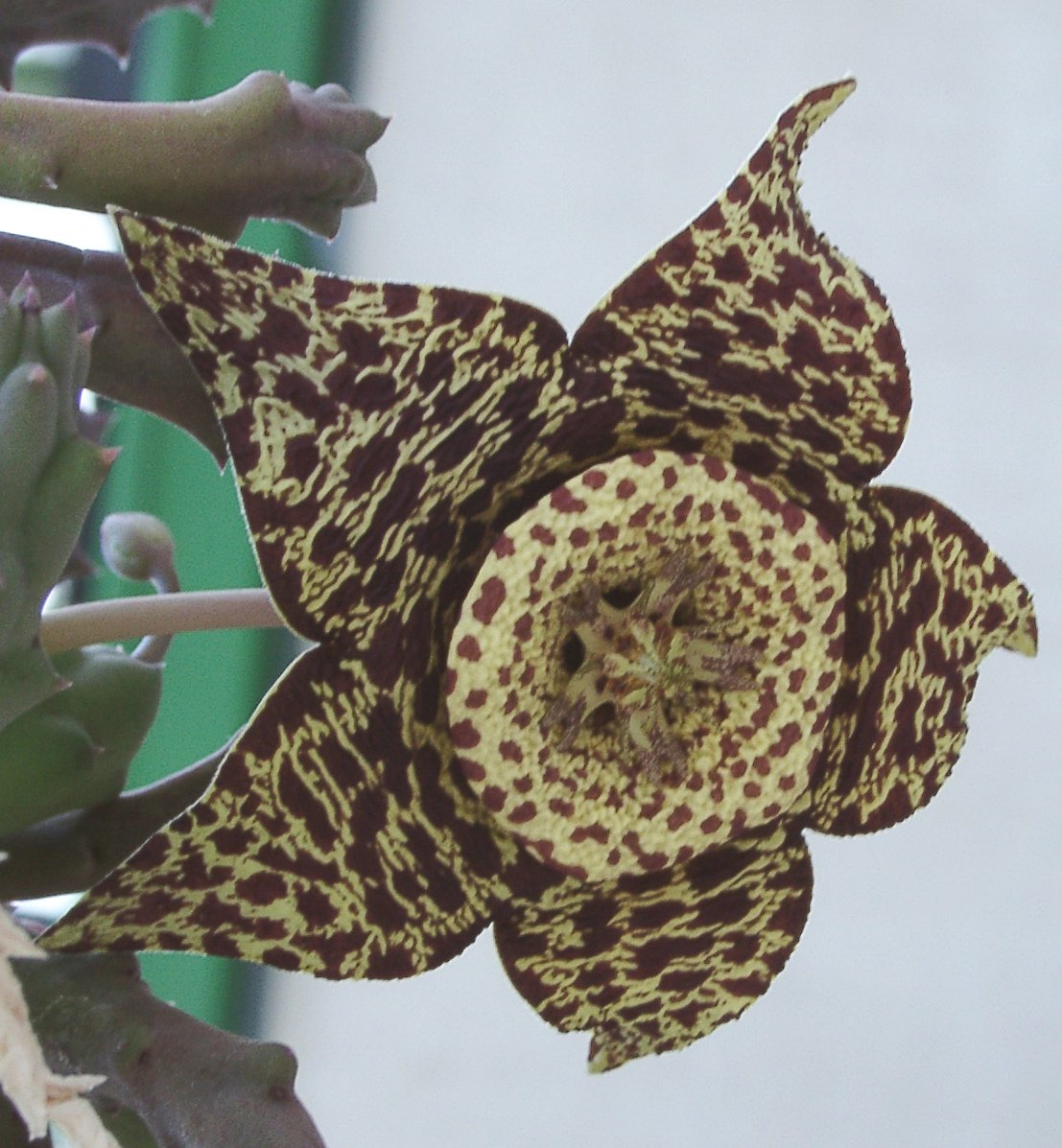